# Goodies (album de George Benson)
Pour les articles homonymes, voir Goodies.
Albums de George Benson
Shape of Things to Come
(1968) Tell It Like It Is
(1969)
Goodies est le sixième album studio du guitariste et chanteur de jazz américain George Benson, sorti en 1968 chez Verve Records.
Produit par Esmond Edwards, l'album est enregistré les 18 et 19 novembre 1968 aux studios A&R à New York. C'est le dernier album que Benson enregistre pour le label Verve Records.

## Accueil critique
Le site AllMusic attribue 2 étoiles à l'album en déclarant que « Verve avait besoin d'un album de plus de Benson après qu'il a signé avec A&M/CTI, et s'est retrouvé avec un étrange fourre-tout dans lequel Benson joue superbement tout au long de l'album, quel que soit le mélange étrange de sons qui se trouve derrière lui ».

## Liste des titres
Toutes les chansons sont écrites et composées par George Benson, sauf indication contraire.
| 1. | I Remember Wes                          |                                             | 3:50 |
| 2. | Carnival Joys                           |                                             | 3:50 |
| 3. | (You Make Me Feel Like) A Natural Woman | - Carole King - Gerry Goffin - Jerry Wexler | 4:40 |
| 4. | That Lucky Old Sun (en)                 | - Beasley Smith - Haven Gillespie           | 3:37 |
| 5. | Julie                                   |                                             | 3:10 |

| Face B | Face B                  | Face B                                     | Face B | Face B | Face B | Face B | Face B | Face B | Face B |
| No     | Titre                   | Auteur                                     | Durée  |        |        |        |        |        |        |
| ------ | ----------------------- | ------------------------------------------ | ------ | ------ | ------ | ------ | ------ | ------ | ------ |
| 6.     | Windmills of Your Mind  | - Michel Legrand - Alan et Marilyn Bergman | 5:00   |        |        |        |        |        |        |
| 7.     | Doobie, Doobie Blues    |                                            | 5:10   |        |        |        |        |        |        |
| 8.     | Song for My Father (en) | Horace Silver                              | 4:45   |        |        |        |        |        |        |
| 9.     | People Get Ready        | Curtis Mayfield                            | 4:10   |        |        |        |        |        |        |
| 38:12  |                         |                                            |        |        |        |        |        |        |        |

## Crédits
| Musiciens - George Benson – guitare, chant - Clark Terry – trompette - Garnett Brown (en) – trombone - Arthur Clarke – saxophone ténor, flûte - George Marge – saxophone ténor, flûte - Bobby Lucas – harmonica - Paul Griffin (en) – piano, celeste - Bob Cranshaw – basse électrique (tracks 4, 6–7) - Chuck Rainey – basse (tracks 1–3, 5, 8–9) - Jimmy Johnson, Jr. – batterie (tracks 4, 6–7) - Leo Morris – batterie (tracks 1–3, 5, 8–9) - Jack Jennings – congas, vibraphone - The Sweet Inspirations – chœurs - The Winston Collymore Strings arrangements et direction de Horace Ott (en) (2, 4, 5 & 7), | Technique - Esmond Edwards – producteur - Val Valentin (en) – ingénieur du son - Don Hahn – ingénieur du son - Barton Beneš – pochette - Stephen Stuart – photographie - Del Shields – notes d'accompagnement |